# Kita-Iwojima
Kita-Iwojima (jap. 北硫黄島, Kita-Iōtō, wörtlich: „Nord-Schwefelinsel“) ist eine Vulkaninsel in der Kazan-rettō (Vulkaninseln) der Ogasawara-Inseln südlich der japanischen Hauptinseln. Wie die gesamte Inselgruppe zählt sie administrativ zur Präfektur Tokio.
Die unbewohnte Insel ist der stark erodierte Gipfel eines Schichtvulkans, der 792 m (nach anderen Angaben 804 m) aus dem Meer herausragt. Sie umfasst eine Fläche von 5,56 km² und liegt 70 km nördlich von Iwojima, der Hauptinsel des Archipels.
Die Insel war früher bewohnt. Bei Ausbruch des Zweiten Weltkriegs 1939 betrug die Bevölkerung von Kita-Iwojima 103. Diese Zivilbevölkerung wurde während des Zweiten Weltkriegs ausgesiedelt. An der Ostküste lag der Ort Ishinomura (石野村) und an der Westküste Nishimura (西村). Die bis dahin gemeindefreie Insel wurde 1940 Teil der neu gegründeten Gemeinde Iōtō-mura und wurde mit dieser schließlich 1968 nach Ogasawara-mura eingemeindet, als die Inseln von den Vereinigten Staaten an Japan zurückgegeben wurden.
Am 16. Juni 2007 erfolgte die Umbenennung von Kita-Iōjima nach Kita-Iōtō, bei der die Kun-Lesung von 島 auf die frühere On-Lesung zurückgeändert wurde. Ein nicht mehr gebräuchlicher, von Europäern geprägter Name ist San Alessandro-Insel; er scheint aber beispielsweise noch im Namen einer 1984 neu beschriebenen, auf der Insel endemischen Pflanze auf.
Bei der totalen Sonnenfinsternis vom 22. Juli 2009 war die Insel das Stück Land mit der längsten Totalitätsdauer (6 Minuten und 34 Sekunden).